# 1-й Княжий
1-й Княжий (также Княжий) — хутор в Суджанском районе Курской области. Входит в состав Заолешенского сельсовета.

## География
Хутор находится на реке Суджа и её притоке Локня, в 87 км к юго-западу от Курска, в 3 км к северо-западу от районного центра — города Суджа, в 1,5 км от центра сельсовета — Заолешенка.
Климат
Климат характеризуется как умеренно континентальный, с тёплым летом и умеренно холодной зимой. Среднегодовая температура — 5,9 °C. Средняя температура воздуха самого тёплого месяца (июля) — 19,6 °C (абсолютный максимум — 39 °C); самого холодного (января) — −7,9 °C (абсолютный минимум — −37 °C). Безморозный период длится в течение 155 дней. Среднегодовое количество атмосферных осадков составляет 639 мм.

## Население
| 2002 | 2010 |
| ---- | ---- |
| 216  | ↘192 |

## Инфраструктура
Личное подсобное хозяйство. В хуторе 90 домов.

## Транспорт
1-й Княжий находится в 0,5 км от автодороги регионального значения 38К-024 (Льгов — Суджа), на автодороге 38К-004 (Дьяконово — Суджа — граница с Украиной), на автодороге межмуниципального значения 38Н-452 (38К-004 — 1-й Княжий — 38К-024), в 3,5 км от ближайшей ж/д станции Суджа (линия Льгов I — Подкосылев).
В 113 км от аэропорта имени В. Г. Шухова (недалеко от Белгорода).